# Shane West
Shane West, vlastním jménem Shannon Bruce Snaith, (* 10. června 1978 Baton Rouge, Louisiana, USA) je americký herec a hudebník.

## Život
Narodil se v Baton Rouge v Louisianě Donu Snaithovi (majiteli drogerie, který se narodil na Jamajce) a Catherine, která pracovala jako právnička. Oba jeho rodiče byli hudebníci. Má mladší sestru Simone a mnohem mladší nevlastní sestru Marli Ann. Rodiče se rozvedli, a když mu bylo deset let, přestěhoval se s matkou do Kalifornie. Zde zdokonaloval svůj zájem o herectví po nuceném převzetí dramatického kroužku na střední škole, kam chodil, aby získal potřebný kredit k absolvování.
Jeho první větší role přišla v roce 1999 v televizním seriálu Druhá šance, kde hrál Eliho Sammlera. Jeho filmovým debutem pak byla vedlejší role ve filmu režiséra Barryho Lewise Nespoutaná volnost o židovské rodině žijící v Baltimore. Účinkoval také v jedné z hlavních rolí teenagerské komedie Ať to stojí, co to stojí v roce 2000 a o rok později v komedii Skousni to! (2001).
Shane West hrál i se zpěvačkou a herečkou Mandy Mooreovou ve filmu Dlouhá cesta (2002), který byl velmi úspěšný, celkově vydělal jen v USA 41 milionů dolarů.[zdroj⁠?!] V roce 2004 se připojil k nemocniční televizní sérii společnosti NBC Pohotovost. Později účinkoval v nezávislém hudebním dramatu What We Do Is Secret (2007), kde hrál Darbyho Crashe, člena punkové skupiny sedmdesátých let nazvané The Germs. Členy skupiny zaujal jeho pěvecký výkon a obnovili skupinu s Westem, který zaujal místo zesnulého Darbyho Crashe. Během let 2010 až 2013 hrál roli Michaela Bishopa v seriálu Nikita. V roce 2014 získal roli Johna Aldena v seriálu Salem. V roce 2018 bylo oznámeno, že si zahraje vedlejší roli v páté řadě seriálu Gotham.

## Filmografie

### Film
| Rok  | Název                    | Role              | Poznámky            |
| ---- | ------------------------ | ----------------- | ------------------- |
| 1997 | Podivná hra              | Chris Theodorakis | TV film             |
| 1997 | The Cider House Rules    | Mark Taper        |                     |
| 1999 | Nespoutaná volnost       | Ted               |                     |
| 2000 | A Time for Dancing       | Paul, DJ          |                     |
| 2000 | Ať to stojí, co to stojí | Ryan Woodman      |                     |
| 2000 | Dracula 2000             | JT                |                     |
| 2001 | Skousni to!              | Bentley Scrumfeld |                     |
| 2001 | Dannyho parťáci          | Sám sebe          |                     |
| 2002 | Dlouhá cesta             | Landon Carter     |                     |
| 2003 | Liga výjimečných         | Tom Sawyer        |                     |
| 2006 | Starší syn               | Bo                |                     |
| 2007 | What We Do Is Secret     | Darby Crash       |                     |
| 2009 | Podnájemník              | Street Wilkenson  |                     |
| 2009 | Rudý písek               | Jeff Keller       |                     |
| 2009 | Spiknutí: Echelon        | Max Peterson      |                     |
| 2010 | The Love Affair          | Carter Troy       | krátkometrážní film |
| 2010 | The Presence             | Duch              |                     |
| 2014 | Rudé nebe                | Tom Craig         |                     |
| 2016 | Here Alone               | Jason             |                     |
| 2017 | Awakening the Zodiac     | Mick Branson      |                     |

### Televize
| Rok       | Název                     | Role                       | Poznámky                          |
| --------- | ------------------------- | -------------------------- | --------------------------------- |
| 1995      | Picket Fences             | Dave Lattimore             | díl: „Heart of Saturday Night“    |
| 1995      | Kapela snů                | Doug                       | díl: „Community Service“          |
| 1996      | The Crew                  | Manažer obchodu            | díl: „Retail Slut“                |
| 1996      | Boy Meets World           | Nick                       | díl: „A Kiss Is More Than a Kiss“ |
| 1997      | Mr. Rhodes                | Mick                       | díl: „The Valentine Show“         |
| 1997      | Migo                      | Chlapec s velkým kloboukem | díl: „Morality Bites“             |
| 1997      | Buffy, přemožitelka upírů | Sean                       | díl: „Na rybách“                  |
| 1997      | Cesta do neznáma          | Kirk                       | díl: „California Reich“           |
| 1997      | To Have & to Hold         | Mitch Maloney              | díl: „Tangled Up in You“          |
| 1999–2002 | Druhá šance               | Eli Sammler                | 54 dílů                           |
| 2004–2009 | Pohotovost                | Dr. Ray Barnett            | 67 dílů                           |
| 2007      | Supreme Courtships        | —                          | neprodaný televizní pilot         |
| 2010      | El Dorado                 | Jack Wilder                | limitovaný seriál, 2 díly         |
| 2010–2013 | Nikita                    | Michael                    | hlavní role, 73 dílů              |
| 2014–2017 | Salem                     | John Alden                 | 36 dílů                           |
| 2015      | Salem: Witch War Special  | John Alden                 | TV film                           |
| 2019      | Gotham                    | Eduardo Dorrance / Bane    | 4 díly                            |

### Hudební videa
| Rok  | Název                | Poznámky    |
| ---- | -------------------- | ----------- |
| 2001 | „Cry“                | Mandy Moore |
| 2001 | „Only Hope“          | Mandy Moore |
| 2001 | „Someday We'll Know“ | Mandy Moore |